# Andrea Zemanová
Andrea Zemanová (* 17. Januar 1993 in Vrchlabí) ist eine ehemalige tschechische Freestyle-Skierin und ehemalige Skirennläuferin. Sie startete in der Disziplin Skicross.

## Werdegang
Zemanová begann ihre Sportkarriere als alpine Skirennläuferin. Dabei trat sie von 2008 bis 2014 vorwiegend bei FIS-Rennen an. Außerdem nahm sie an zwei Weltcups im Alpinen Skiweltcup teil. Dabei schied sie bei beiden Wettbewerben im ersten Lauf aus. Bei den Alpinen Skiweltmeisterschaften 2011 in Garmisch-Partenkirchen belegte sie den 32. Platz im Super-G. Im Jahr 2009 und 2011 wurde sie tschechische Meisterin im Super-G. Ihr Freestyle-Skiing-Weltcupdebüt in der Disziplin Skicross hatte sie im Dezember 2013 in Nakiska, welches sie auf dem 20. Platz beendete. Bei den Olympischen Winterspielen 2014 in Sotschi errang sie den 21. Platz. In der Saison 2014/15 absolvierte sie acht Weltcuprennen. Dabei erreichte sie vier Top-Zehn-Platzierungen, darunter Platz zwei in Åre und belegte damit den 11. Rang im Skicrossweltcup. Beim Saisonhöhepunkt den Freestyle-Skiing-Weltmeisterschaften 2015 am Kreischberg gelang ihr der 14. Platz. In der folgenden Saison erreichte sie den 19. Platz im Skicrossweltcup. Dabei war der fünfte Platz in Innichen ihr bestes Saisonergebnis im Weltcup. Ihren letzten Weltcup absolvierte sie im März 2017 in Blue Mountain.
Zemanová nahm an 36 Freestyle-Skiing-Weltcuprennen teil und belegte dabei achtmal eine Platzierung unter den ersten zehn.

## Erfolge

### Olympische Spiele
- Sotschi 2014: 21. Platz Skicross

### Weltmeisterschaften
- Kreischberg 2015: 14. Platz Skicross

### Weltcupwertungen
| Saison  | Gesamt | Gesamt | Skicross | Skicross |
| Saison  | Platz  | Punkte | Platz    | Punkte   |
| ------- | ------ | ------ | -------- | -------- |
| 2013/14 | 9      | 119.   | 98       | 25.      |
| 2014/15 | 22,64  | 41.    | 249      | 11.      |
| 2015/16 | 15,75  | 74.    | 189      | 19.      |
| 2016/17 | 10,15  | 102.   | 132      | 19.      |